# 弗洛里安·亨克爾·馮·杜能斯馬克
弗洛里安·亨克尔·冯·杜能斯马克（Florian Henckel von Donnersmarck，1973年5月2日—）是一名德国电影导演，其拍摄的2006年《窃听风暴》曾获得奥斯卡最佳外语片奖等多项大奖，而另一部由约翰尼·德普、安吉丽娜·朱莉出演的影片《致命伴旅》则一举包揽3项金球奖音喜類電影提名。2018年其執導的作品《無主之作》使他再獲得奥斯卡最佳外语片奖提名。

## 早年生活
弗洛里安1973年出生于西德科隆，家族冯·杜能斯马克（Henckel von Donnersmarck）是当地的天主教贵族。他在纽约，布鲁塞尔，法兰克福和西柏林度过了他的童年和青少年。这使他能够流利的用5种语言交流，包括英语、德语、法语、俄语以及意大利语。以第一名的成绩从灰色修道院文理学校（德文：Berlinische Gymnasium zum Grauen Kloster，德国的一所优秀高中）毕业后，弗洛里安远赴列宁格勒学习了两年俄罗斯文学，并通过了苏联母语非俄语人员教师考试（Soviet State Exam for Teachers of Russian as a Foreign Language）。之后他又到牛津大学新学院学习哲学、政治学、经济学并获得了文学硕士学位，到慕尼黑的电影电视大学攻取了电影导演文凭。

## 家族
有关家族的更多信息，请访问冯·杜能斯马克（Henckel von Donnersmarck）。
父亲里奥·费迪南德即亨克尔·冯·杜能斯马克伯爵（Leo-Ferdinand, Count Henckel von Donnersmarck），是前马耳他骑士团德国分部部长；母亲安娜·玛利亚·贝尔格（Anna Maria von Berg）是格布哈德·列博莱希特·冯·布吕歇尔，瓦尔施塔特公爵（General von Blücher, Prince of Wahlstatt）的直系后代，后者跟随惠灵顿公爵（Duke of Wellington）在滑铁卢击败了拿破仑。弗洛里安是家庭中的次子，他同时拥有德国和奥地利的国籍。他的叔叔格雷戈尔·亨克尔·杜能斯马克（Gregor Henckel-Donnersmarck），曾是奥地利圣十字修道院的院长。正是在那一片奥地利森林中，弗洛里安用一个月的时间起草了《窃听风暴》（德文：Das Leben der Anderen）的第一个剧本。
亨克尔·冯·杜能斯马克迎娶了克莉丝提安妮·亚申费尔特（Christiane Asschenfeldt）为妻，后者曾是知识共享组织（Creative Commons）的前国际执行董事。他们一家有3个孩子，目前居住在洛杉矶。亨克尔·冯·杜能斯马克身高2.05米。

## 职业生涯
1977年，当弗洛里安还是个孩子的时候，他在纽约现代艺术博物馆第一次观看了电影。他本来打算看《杜立德医生》（Doctor Doolittle，1967年影片），但最终观看的是《杂耍》（德语：Varieté，1925年哑剧）。弗洛里安火来回忆说，正是这段经历使他开始对电影感兴趣。
1996年，弗洛里安获得了在李察·艾登堡祿的电影《In Love and War》中实习的机会，然后又到德国慕尼黑电影电视大学上小说指导课（Hochschule für Fernsehen und Film München），后者培育了各种风格的导演如维姆·文德斯 （Wim Wenders）以及羅蘭·艾默瑞奇（Roland Emmerich）。弗洛里安的第一部短片Dobermann（自己编写、制作、导演和剪辑）当时即打破了该校学生所获奖项的记录。就像庆祝一个国际节日，他随即进行了超过一年的世界周游。
杜能斯马克花费3年时间编写、导演和制作的第一步剧情长片《窃听风暴》（The Lives of Others）大获成功，一举夺得2006年欧洲电影奖（European Film Award）最佳影片、最佳演员以及最佳剧本三项大奖。在欧洲以外，这部影片获得了洛杉矶影评人协会（Los Angeles Film Critics Association）的最佳外语片奖和金球奖提名，并在2007年2月25获得了奥斯卡最佳外语片奖。
杜能斯马克的第二部影片《致命伴旅》（ The Tourist）翻拍自《逃之夭夭》，他一共用了不到11个月的时间（在写完一部有关自杀的剧本后弗洛里安告诉查利·罗斯说他需要时间休息）。这部影片由安吉莉娜·朱莉（Angelina Jolie）和约翰尼·德普（Johnny Depp）出演，讲述了一个惊心动魄而又优雅浪漫的爱情故事。它共获得了3项金球奖提名：最佳音乐及喜剧电影，音乐及喜剧类最佳男主角以及音乐和喜剧类最佳女主角；3项美国青少年选择奖提名（最佳画面，最佳男演员以及最佳女演员），并最终取得最后两项；以及2011年度Redbox最佳翻拍电影奖。目前，影片在世界范围内的总收入超过2亿7千8百万美元，好莱坞记者称赞说它引起了“国际轰动”。
2007年，杜能斯马克和其它114名新成员一起被邀请加入了美国电影艺术与科学学院（(The Academy of Motion Picture Arts and Sciences，缩写为AMPAS）。

## 所获奖项及提名
- 2011年 - 《致命伴旅》获得两项青少年选择奖
- 2011年 - 《致命伴旅》获得三项青少年选择奖提名
- 2011年 - 《致命伴旅》获得三项金球奖提名
- 2009年 - 但丁学会荣誉金质奖章（ Dante Alighieri Society Gold Medal of Merit）
- 2008年 - 《窃听风暴》获得英国电影与电视艺术奖四项提名
- 2008年 - 《窃听风暴》获得法国凯撒电影奖
- 2007年 - 《窃听风暴》获得奥斯卡金奖
- 2007年 - 《窃听风暴》获得纽约影评人协会奖
- 2006年 - 《窃听风暴》获得两项欧洲电影奖最佳影片和最佳剧本
- 2006年 - 《窃听风暴》获得德国电影奖（德文：Deutscher Filmpreis）最佳导演和最佳剧本
- 2000年 - Dobermann获得环球影片最佳短片奖（Universal Studios' Shocking Shorts Award）
- 2000年 - Dobermann获得Max-Ophüls电影节最佳短片奖

## 荣誉
巴伐利亚荣誉勋章获得者（the Bavarian Order of Merit）
 北莱茵威斯特伐利亚荣誉勋章获得者（the North Rhine-Westphalian Order of Merit）
美国电影艺术与科学学院选举成员（the Academy of Motion Picture Arts and Sciences）

2011年，弗洛里安很荣幸的被母校牛津大学评选为10世纪以来100位最优秀的校友之一。同样获此殊荣的人包括Duns Scotus，William of Ockham，Erasmus of Rotterdam，Saint Thomas More，John Locke，Christopher Wren，Adam Smith，Lawrence of Arabia，Oscar Wilde， J.R.R. Tolkien以及仍在世的Rupert Murdoch，Bill Clinton和Stephen Hawking。

## 影片列表
- Mitternacht (1997年)（短片）
- Das Datum (1998年)（短片）
- Dobermann (1999年)（短片）
- Der Templer (2002年)（短片）
- 窃听风暴(2006年)（编剧，导演，联合制片人）
- 致命伴旅(2010年)(编剧，导演）

## 影响
雷内·珀来施曾编写戏剧L'Affaire Martin，在剧中调侃了冯·杜能斯马克。据他说，弗洛里安的父母参加了演出并走到后台说他们很喜欢这部戏剧。
在达沃斯世界经济论坛见到弗洛里安后，为《国民评论》撰写文章的Jay Nordlinger把他形容为“最容易使人留下深刻印象的人之一”。
欧洲名单（The Europe List），即对欧洲文化最大的调查显示欧洲人最受欢迎的3部电影为：
- 罗伯托·贝尼尼导演的《美丽人生》
- 杜能斯马克导演的《窃听风暴》
- 让-皮埃尔·热内导演的《天使爱美丽》

2012年十月，利兹大学在威特伍德大厅酒店举行了一次讨论杜能斯马克电影作品的研讨会。研讨会持续两天，汇集了世界各地11位教授的论文，其中有美国康奈尔大学的David Bathrick，哈佛大学的Eric Rentschler以及加州大学戴维斯分校的Jaimey Fisher。会议主席Paul Cooke来自利兹大学，他发表了一篇标题为“亨克尔·冯·杜能斯马克与好莱坞的对话：从《窃听风暴》到《致命伴旅》（2010）”的论文，仔细考察了杜能斯马克是如何在《致命伴旅》里用他“欧洲文化的视角去增强而不是批判好莱坞电影的核心价值观”，同时也将电影描述为“有意识的拒绝了任何形式的好莱坞批判主义”。2013年6月，论文在De Gruyter编辑的书中出版。杜能斯马克2008年10月份在剑桥大学发表的演讲，和剑桥大学教授Paul Cooke所写的介绍作为第一章一起收录在了书中。

## 扩展阅读
- Bossen, Melanie. . GRIN Verlag. 2010. ISBN 978-3640734252.
- Cooke, Paul. . Walter De Gruyter Incorporated. 2013. ISBN 978-3110268102.
- von Donnersmarck, Florian Henckel. . Frankfurt am Main: Suhrkamp. 2006. ISBN 3-518-45786-1.
- von Donnersmarck, Florian Henckel. . Frankfurt am Main: Suhrkamp. 2007. ISBN 3-518-45908-2.
- Eichler, Berit. . GRIN Verlag. 2008. ISBN 978-3638925204.
- Huber, Franziska. . GRIN Verlag. 2011. ISBN 978-3640875498.
- Kessel, Sabine. . GRIN Verlag. 2009. ISBN 978-3640394517.
- Nagel, Daniela. . Tectum Verlag. 2008. ISBN 978-3828897243.
- Newska, Joanna. . GRIN Verlag. 2011. ISBN 978-3640949434.
- Peters, Sarah. . GRIN Verlag. 2010. ISBN 978-3640723010.
- von Welfesholz, Ella-Luise. . Doyen Verlag. 2011. ISBN 978-3841700292.
- 一系列出版物 （页面存档备份，存于）, 包含了很多文章。